# HMS Glorious (77)
HMS Glorious là một tàu sân bay của Hải quân Hoàng gia Anh. Ban đầu nó được chế tạo tại xưởng đóng tàu Harland and Wolff như một "tàu tuần dương hạng nhẹ lớn". Glorious đã tham gia hoạt động trong Chiến tranh Thế giới thứ nhất, rồi sau đó được cải biến thành một tàu sân bay. Trong giai đoạn đầu của Chiến tranh Thế giới thứ hai, khi đang giúp triệt thoái binh sĩ Đồng Minh khỏi Na Uy, Glorious bị các tàu chiến Đức tấn công và đánh chìm vào ngày 8 tháng 6 năm 1940 với tổn thất nhân mạng lên đến trên 1.200 người.

## Thiết kế và chế tạo

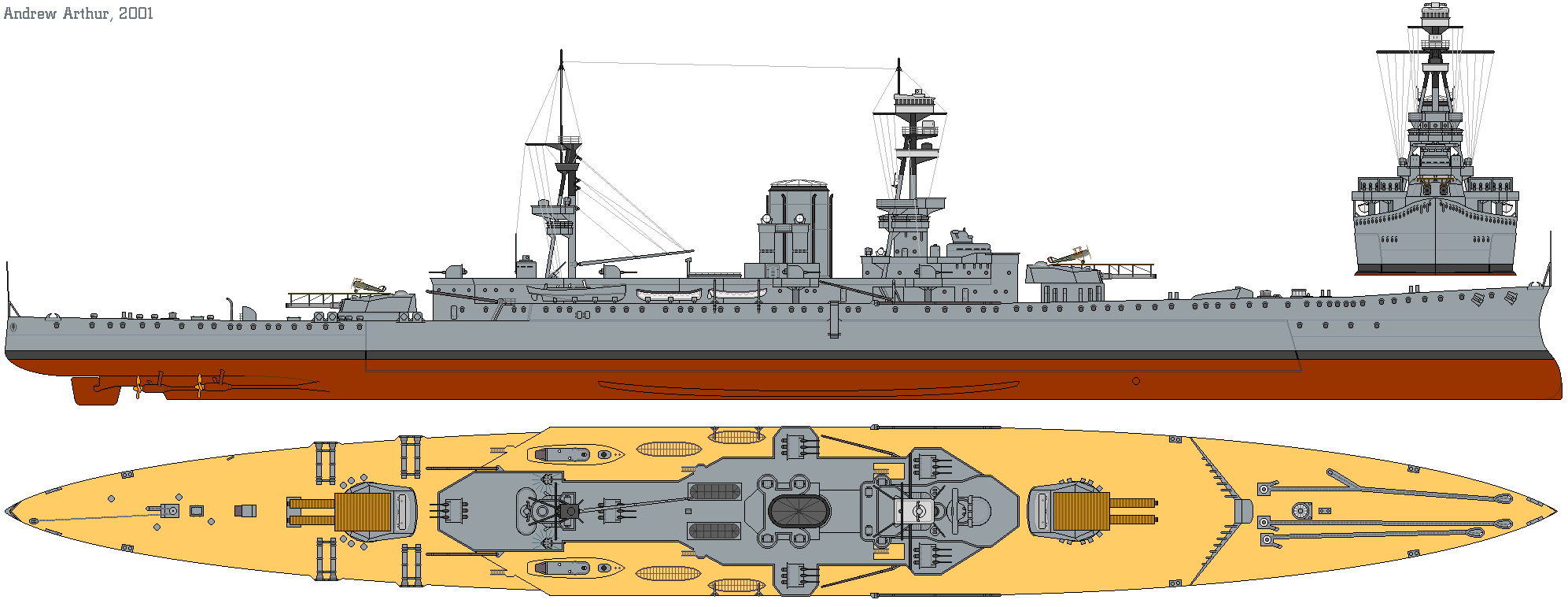
Hình chiếu 3-chiều HMS Glorious khi nó hoàn tất vào năm 1917 như một tàu chiến-tuần dương.

Những chiếc tàu chiến-tuần dương trong lớp: HMS Glorious, tàu chị em HMS Courageous và tàu nữa-chị em HMS Furious, là những đứa con tinh thần của Đô đốc Jackie Fisher, và được thiết kế như những "tàu diệt tàu tuần dương hạng nhẹ". Thoạt tiên chúng được dự định để hỗ trợ các chiến dịch tại vùng nước nông của biển Baltic, mà cuối cùng không bao giờ vượt qua. Thiết kế của nó là một kiểu tàu chiến-tuần dương hạng nhẹ; trong khi trang bị hải pháo cỡ lớn 380 mm (15 inch), nó lại được Hải quân Anh xếp vào loại tàu tuần dương hạng nhẹ do lớp vỏ giáp bảo vệ khá yếu. Glorious được chế tạo bởi hãng đóng tàu Harland and Wolff tại Belfast, Ireland. Nó được đặt lườn vào ngày 1 tháng 5 năm 1915, được hạ thủy vào ngày 20 tháng 4 năm 1916, hoàn tất vào ngày 14 tháng 10 năm 1916, và được đưa ra hoạt động vào tháng 1 năm 1917. Tổn phí chế tạo của Glorious là 2.119.065 Bảng Anh.
Hệ thống động lực của nó tương tự như chiếc tàu tuần dương hạng nhẹ HMS Champion được chế tạo trước đó, với hai hệ thống máy vận hành bốn trục chân vịt. Trong một đợt chạy thử máy vào năm 1917, Glorious đã phóng thành công một quả ngư lôi từ ống phóng ngư lôi ngầm dưới mặt nước đang khi chạy hết tốc độ. Trong những điều kiện thông thường, việc phóng ngư lôi ngầm dưới nước chỉ được thực hiện ở tốc độ không quá 42,6 km/h (23 knot) do khả năng bị hư hại do áp lực nước ở tốc độ cao. Dàn pháo hạng hai của nó gồm những tháp pháo 102 mm (4 inch) ba nòng kiểu mới, được dự tính cung cấp tốc độ bắn cao chống lại các tàu phóng lôi và các chiến hạm nhỏ khác. Tuy nhiên, người ta phát hiện là việc nạp đạn cho chúng lại gây cản trở lẫn nhau, và tốc độ bắn lại chậm hơn ba khẩu pháo nòng đơn. Một đặc tính thú vị là chiếc Glorious lại chạy nhanh hơn 3 km/h (1,5 knot) khi đầy tải so với điều kiện tải trọng bình thường. Do cấu trúc nhẹ của nó và một số khiếm khuyết khác khiến nó mất nhiều thời gian hơn trong ụ tàu để sửa chữa, nó bị gọi tên lóng là 'Uproarious'.

## Lịch sử hoạt động

### Thế chiến I

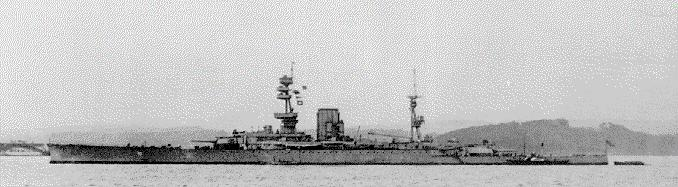
HMS Glorious như một tàu chiến-tuần dương

Khi Glorious được đưa vào hoạt động cùng Hải quân Anh, nó là soái hạm của Hải đội Tuần dương nhẹ 3, rồi sau đó là soái hạm của Hải đội Tuần dương nhẹ 1. Vào ngày 17 tháng 11 năm 1917, cùng với Courageous và Repulse, nó đối đầu cùng các tàu tuần dương nhẹ Đức trong trận Heligoland Bight lần hai mà không bị thiệt hại nào. Vào năm 1918, các bệ phóng ngắn dành cho máy bay được trang bị trên cả hai tháp pháo 380 mm (15 inch). Vào ngày 21 tháng 11 năm 1918, nó có mặt khi Hạm đội Biển khơi Đức đầu hàng. Vào năm 1919, nó được phân về Trường pháo binh tại Căn cứ Hải quân Hoàng gia Devonport như một tàu huấn luyện tác xạ. Sau đó, nó trở thành soái hạm của Hạm đội Dự bị.

### Cải biến thành tàu sân bay
Khi Hiệp ước Hải quân Washington được ký kết vào năm 1922, Glorious là phần tải trọng dư ra đối với lực lượng tàu chiến chủ lực, và người ta quyết định cải biến nó thành một tàu sân bay. Sự kết hợp một thân tàu lớn và tốc độ cao, không tính đến sự không thành công của thiết kế ban đầu, khiến cho nó trở thành một ứng viên lý tưởng cho việc cải tạo. Việc cải biến Glorious thành tàu sân bay được bắt đầu vào năm 1924, và nó được cho tái hoạt động vào ngày 10 tháng 3 năm 1930. Thoạt tiên công việc cải tạo được tiến hành tại Rosyth, nhưng sau khi xưởng tàu tại đây đóng cửa vào năm 1929, nó được chuyển đến Căn cứ Hải quân Hoàng gia Devonport để hoàn tất. Các tháp pháo 380 mm (15 inch) của nó sau khi tháo ra được trang bị như những tháp pháo A và B trên chiếc HMS Vanguard. Phí tổn của việc cải tạo Glorious là 2.137.374 Bảng Anh.

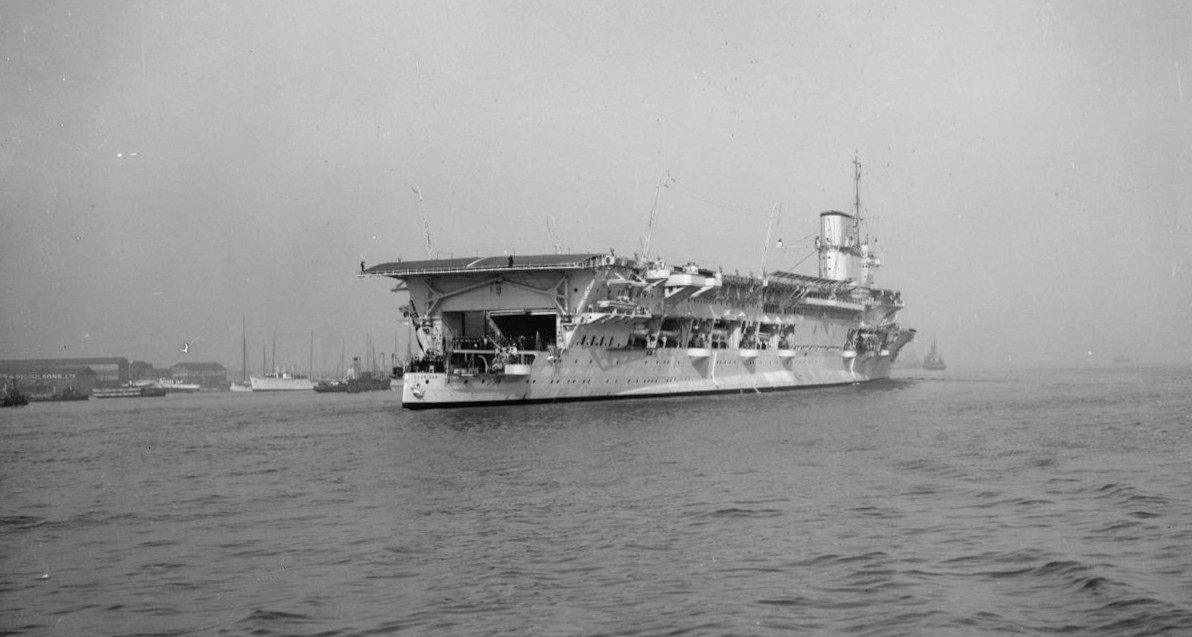
HMS Glorious sau khi cải biến thành tàu sân bay vào năm 1934

Khi tái hoạt động như một tàu sân bay, Glorious có hai sàn phóng máy bay: một sàn đáp chính, và một sàn phóng phía dưới nhỏ hơn trước mũi. Khi được tái trang bị vào những năm 1935 – 1936, sàn phóng nhỏ phía trước được cải biến thành sàn hỏa lực cho các khẩu đội súng phòng không, và sàn đáp chính được trang bị thêm hai máy phóng có khả năng phóng máy bay nặng đến 4.500 kg (10.000 lb). Nó có hai tầng hầm chứa máy bay, dài 167,6 m (550 ft) và rộng 7,3 m (24 ft). Chiếc tàu sân bay có thể mang đến 48 máy bay; vào lúc mới hoạt động, nó chở theo các kiểu máy bay Fairey Flycatcher, Blackburn Ripon và máy bay trinh sát Fairey IIIF; sau này, nó trang bị các kiểu Fairey Swordfish và Gloster Gladiator. Glorious có thể phân biệt với tàu sân bay chị em với nó Courageous do có phần nghiêng xuống của đầu sàn đáp về phía đuôi dài hơn và kiểu cột buồm khác biệt.
Vào ngày 1 tháng 4 năm 1931, Glorious va chạm với tàu chở hành khách Pháp Florida ở địa điểm cách Gibraltar 97 km (60 dặm), gây hư hỏng nặng cho chiếc tàu khách. Chiếc tàu sân bay đã chuyển hành khách sang tàu mình rồi kéo chiếc tàu bị nạn về Málaga. Có trên 30 người thiệt mạng, trong đó một người là thành viên thủy thủ đoàn của Glorious.

### Thế Chiến II
Glorious hoạt động cùng với Hạm đội Địa Trung Hải trong một thời gian sau khi Chiến tranh Thế giới thứ hai nổ ra. Vào tháng 10 năm 1939, nó đi ngang qua kênh đào Suez để tiến vào khu vực Ấn Độ Dương một thời gian ngắn, tham gia đội đặc nhiệm để truy lùng chiếc thiết giáp hạm bỏ túi Graf Spee đang hoạt động tại đây.
Khi việc Xâm chiếm Na Uy diễn ra vào tháng 4 năm 1940, Glorious được gọi quay trở về vùng biển nhà. Ngày 23 tháng 4, nó cùng HMS Ark Royal về đến Anh Quốc, rồi lại khởi hành ngay ngày hôm sau đến vùng biển Na Uy. Nó thực hiện một loạt các cuộc không không kích vào các vị trí của quân Đức tại Na Uy bằng những chiếc máy bay Skua và Gladiator. Vào ngày 27 tháng 4, Glorious được cho tách ra quay trở về Anh để tiếp nhiên liệu, rồi quay trở lại Na Uy vào ngày 1 tháng 5 tiếp tục các cuộc không kích. Trên chuyến đi quay trở lại chiến trường, nó chuyển một số chiếc Gloster Gladiator đến Na Uy để hoạt động từ các hồ đóng băng, nhưng chúng nhanh chóng bị quân Đức tiêu diệt. Vào ngày 28 tháng 5, nó chuyển giao một phi đội máy bay tiêm kích Hawker Hurricane đến Bardufoss nhằm yểm trợ cho cuộc triệt thoái. Trong chuyến đi này, chiếc tàu sân bay đã di chuyển mà không có tàu hộ tống vì không sẵn có bất kỳ chiếc tàu khu trục nào. Vào ngày 2 tháng 6, máy bay của nó đã giúp yểm trợ cho cuộc rút lui khỏi Narvik. Bắt đầu từ ngày 5 tháng 6, Glorious tham gia Chiến dịch Alphabet, cuộc triệt thoái toàn bộ lực lượng Đồng Minh khỏi Na Uy.

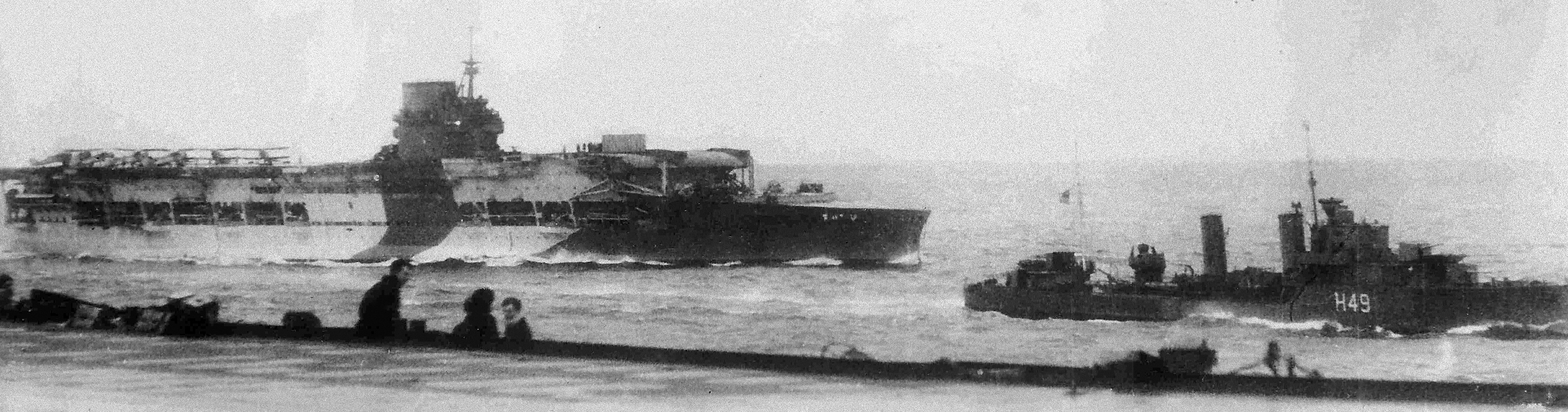
Bức ảnh cuối cùng của HMS Glorious, chiếc tàu khu trục đi kèm là HMS Diana.

Trong đêm 7-8 tháng 6, Glorious, dưới sự chỉ huy của Thuyền trưởng Đại tá Hải quân Guy D'Oyly-Hughes (vốn là một chuyên gia về tàu ngầm và chỉ mới trải qua mười tháng hoạt động với tàu sân bay), nhận lên tàu mười chiếc Gloster Gladiator và tám chiếc Hawker Hurricane thuộc các phi đội 46 và 263 của Không quân Hoàng gia Anh, là lần đầu tiên các máy bay hiện đại hạ cánh trên tàu sân bay mà không có móc hãm. Các phi công đã khám phá ra rằng việc chất lên đuôi máy bay một bao cát nặng 6,5 kg (14 lb) sẽ cho phép ngừng chiếc máy bay hoàn toàn trên sàn đáp khi hạ cánh. Chúng xuất phát từ các căn cứ trên bờ và được cho rút lui để khỏi bị phá hủy trong cuộc triệt thoái.
Glorious nằm trong thành phần đoàn tàu vận tải chở quân lính hướng về Scapa Flow, vốn cũng bao gồm chiếc tàu sân bay Ark Royal, nhưng vào những giờ đầu tiên của ngày 8 tháng 6, Glorious yêu cầu và được cho phép tách ra đi trước với tốc độ nhanh hơn. Người ta tin rằng đó là do D'Oyly-Hughes đang nóng ruột về việc đưa ra xét xử tại tòa án quân sự Trung tá J. B. Heath, người chỉ huy không lực trên tàu sân bay của mình, vốn đã từ chối thực hiện một mệnh lệnh tấn công ném bom một số mục tiêu trên bờ vì lý do máy bay của ông không phù hợp cho nhiệm vụ đó, và do đó bị giữ lại tại Scapa chờ đợi đưa ra xét xử. Trong khi đang di chuyển ngang qua biển Na Uy, chiếc tàu sân bay và hai tàu hộ tống, các tàu khu trục HMS Acasta và HMS Ardent, bị các thiết giáp hạm Đức Scharnhorst và Gneisenau chặn đánh. Glorious đã không có đủ tốc độ cần thiết ngay lập tức và đã không đưa vào hoạt động các máy bay trinh sát, khiến cho nó bị phát hiện và bị đối phương tấn công. Những phát đạn pháo 280 mm (11 inch) đã đánh trúng chiếc tàu sân bay vào loạt đạn thứ ba ở khoảng cách 24 km (26.500 yard). Chiếc tàu sân bay và các tàu hộ tống bị đánh chìm sau hai giờ ở địa điểm cách Harstad 510 km (280 hải lý) về phía Tây.
Trong trận này, Scharnhorst bị hỏng nặng bởi một ngư lôi phóng từ chiếc Acasta, và cả hai tàu chiến Đức cũng trúng phải một số đạn pháo 120 mm (4,7 inch). Sự hư hại gây ra cho các tàu chiến Đức đủ để buộc chúng phải rút lui về Trondheim, cho phép các đoàn tàu vận tải triệt thoái khỏi Na Uy vượt qua an toàn. Bộ phận giải mật mã Ultra tại Bletchley Park, khi phân tích các bức điện vô tuyến trao đổi, đã nhận định và báp cáo rằng Scharnhorst và Gneisenau đã đi khỏi, nhưng những tin tức này đã bị bỏ qua vì cho là không có đủ cơ sở tin cậy.
Việc mất những chiếc Glorious, Ardent và Acasta đã không được ghi nhận; và cho dù có khoảng 900 người rời bỏ Glorious lúc đắm tàu, những người lên được bè cứu sinh bị trôi dạt trong ba ngày, nên cuối cùng tổng số thiệt hại nhân mạng lên đến 1.519 người, và chỉ có 45 người sống sót. Người duy nhất trên chiếc Acasta sống sót được cứu bởi tàu buôn Na Uy chạy bằng hơi nước Borgund vốn cũng đã cứu 38 người trên một bè cứu sinh của Glorious. Tất cả 39 người được cứu bởi Borgund được đưa lên bờ tại Tórshavn trong quần đảo Faroe vào ngày 14 tháng 6. Bốn người khác còn sống sót cũng đã được chiếc tàu Na Uy Svalbard II cứu thoát trên đường đi đến quần đảo Faeroe, nhưng bị đối phương phát hiện và bị buộc phải quay lại Na Uy nơi họ trở thành tù binh chiến tranh.
Người ta cũng bắt được các cuộc phát thanh của Đức thông báo về việc đánh chìm những con tàu chiến, nhưng đã không có phản ứng hay hành động gì, vì các sĩ quan có trách nhiệm của Bộ Hải quân không biết được sự điều động lực lượng từ Na Uy, do sự trao đổi thông tin giữa bộ phận tác chiến và bộ phận tình báo khá ngẫu nhiên. Toàn bộ việc triệt thoái khỏi Na Uy được tiến hành trong điều kiện tối mật. Glorious thậm chí không có thời gian để gửi một bức điện vô tuyến.
Những người tận mắt chứng kiến trên Glorious và trên tàu tuần dương Devonshire xác nhận rằng một báo cáo vô tuyến nhìn thấy đối phương "2PB" (hai thiết giáp hạm bỏ túi) đã được Glorious gửi đi và được Devonshire thu được, nhưng chiếc tàu tuần dương dưới quyền chỉ huy của Phó Đô đốc John H.D. Cunningham đã tiếp tục hành trình của mình và giữ im lặng vô tuyến tuyệt đối vì những lý do chiến dịch cần thiết (nó đang di tản Hoàng gia Na Uy vào lúc đó).
Vị trí bị đánh chìm tương đối của Glorious dựa trên bức điện cuối cùng được gửi đi là ở tọa độ: 69°0′B 04°0′Đ / 69°B 4°Đ. Tuy nhiên, tác giả Howland  dựa trên báo cáo nhìn thấy đối phương khi Glorious ở vị trí 154 độ cách 11 dặm của tọa độ 69N 04E, tương đương với tọa độ 69°10′B 03°47′Đ / 69,167°B 3,783°Đ hoặc 480 km (260 dặm) về phía Tây của Andenes.